# Seffent
Seffent is een gehucht met circa 200 inwoners in het stadsdeel Laurensberg van de Duitse gemeente Aken, deelstaat Noordrijn-Westfalen. De plaats wordt gekenmerkt door een pittoreske ligging in het Wildbachtal en een aantal monumentale, deels witgekalkte vierkantshoeven.

## Ligging
Seffent ligt op een afstand van minder dan 2 km vanaf de Duits-Nederlandse grens. Vanaf het gehucht loopt de Schurzelter Straße in zuidwestelijke richting naar Vaals. Oorspronkelijk liep de weg bij de Selzerbeek, tevens de landsgrens, rechtdoor en sloot in Vaals aan op de Seffenterstraat. Tegenwoordig buigt de weg vóór de grens af naar het zuidwesten en sluit daar aan op de Vaalser Straße (Bundesstraße 1).
Het gehucht ligt in een ondiep dal (ca. 180 m NN) in het Vaalser Hügelland, dat een noordelijke uitloper is van de Noord-Eifel en aansluit bij het Zuid-Limburgse Heuvelland. Ten westen van het gehucht ligt de 257 m hoge heuvel Schneeberg. Aan de noordzijde loopt over een heuvelrug de Herzogsweg. Aan de zuidzijde ligt in het verlengde van het Wildbachtal (het Rabental) het landgoed Melaten. Op de hoogte ten zuidoosten van Seffent is vanaf de jaren 1970 de Campus Melaten van de RWTH Aken gebouwd.
In Seffent ontspringt de beek Wildbach in een afgesloten bronbekken, de zogenaamde Sieben Quellen ("Zeven Bronnen"). Het betreft een groep karstbronnen, de krachtigste binnen een straal van 70 km. Vanaf Seffent stroomt de Wildbach noordoostwaarts door een dal, om bij Soers uit te monden in de Worm.
In de omgeving liggen diverse kolenzandsteengroeven, waarvan er geen meer in bedrijf is. Veel huizen in Seffent zijn gebouwd van lokale breuksteen.

## Geschiedenis
De naam Seffent is afgeleid van de Latijnse of Franse benaming voor de Zeven Bronnen: Septem Fontes of Sept Fontaines. Een oude landweg die van Seffent naar Melaten loopt heet Septfontainesweg.
Uit oude oorkonden blijkt dat de Lotharingse koning Zwentibold in 896 de Karolingische landgoederen Seffent en Schurzelt, allodia van de Akense koningspalts, overdroeg aan zijn verwante Gisela van Lotharingen, dochter van koning Lotharius II en abdis van Nijvel en Fosses. Na de dood van Gisela werd het allodium Septem Fontes opnieuw keizerlijk bezit. Later, in het Rijk van Aken, was het een van de allodiale Schöpfengütern (eigengoederen van Akense schepenen). De centrale hoeve in het allodium was de van oorsprong Karolingische Burg Seffent.
Tussen 1929 en 1977 werd het water uit de "Sieben Quellen" door twee centrifugaalpompen naar een hooggelegen waterreservoir gepompt op de Wachtelkopf, een onderdeel van de Schneeberg. Het werd gebruikt om het nabije Vaals en enkele textielfabrieken aldaar te voorzien van schoon water, zelfs tijdens de Tweede Wereldoorlog.
Vanaf de opheffing van het Rijk van Aken in de Franse Tijd tot 1972 behoorde Seffent tot de gemeente Laurensberg. Op 1 januari van dat jaar werd Laurensberg bij de gemeente Aken gevoegd.

## Bezienswaardigheden
Het kleine gehucht Seffent telt een relatief groot aantal beschermde monumenten (Baudenkmäler), merendeels gelegen nabij de driesprong Schurzelter Straße / Seffenter Berg. Hieronder een overzicht:
- Burg Seffent, Schurzelter Straße 200,  voor het eerst vermeld in 896, in zijn huidige voorkomen grotendeels 16e-18e-eeuws
- Hof Bach,	Schurzelter Straße 201, gebouwd op de fundamenten van een papiermolen uit 1722, herbouwd in 1824–1842
- Gut Kaschenpütz, Schurzelter Straße 205–207, uit 1758
- Althöfchen, Seffenter Berg 2-4, vóór 1682
- Neuhöfchen, Seffenter Berg 6, vóór 1682
- Gut Schüllshof, Seffenter Berg 10, vóór 1775
- woonhuis, Seffenter Berg 11
- Gut Kalkhütte, Seffenter Berg 22, vóór 1695

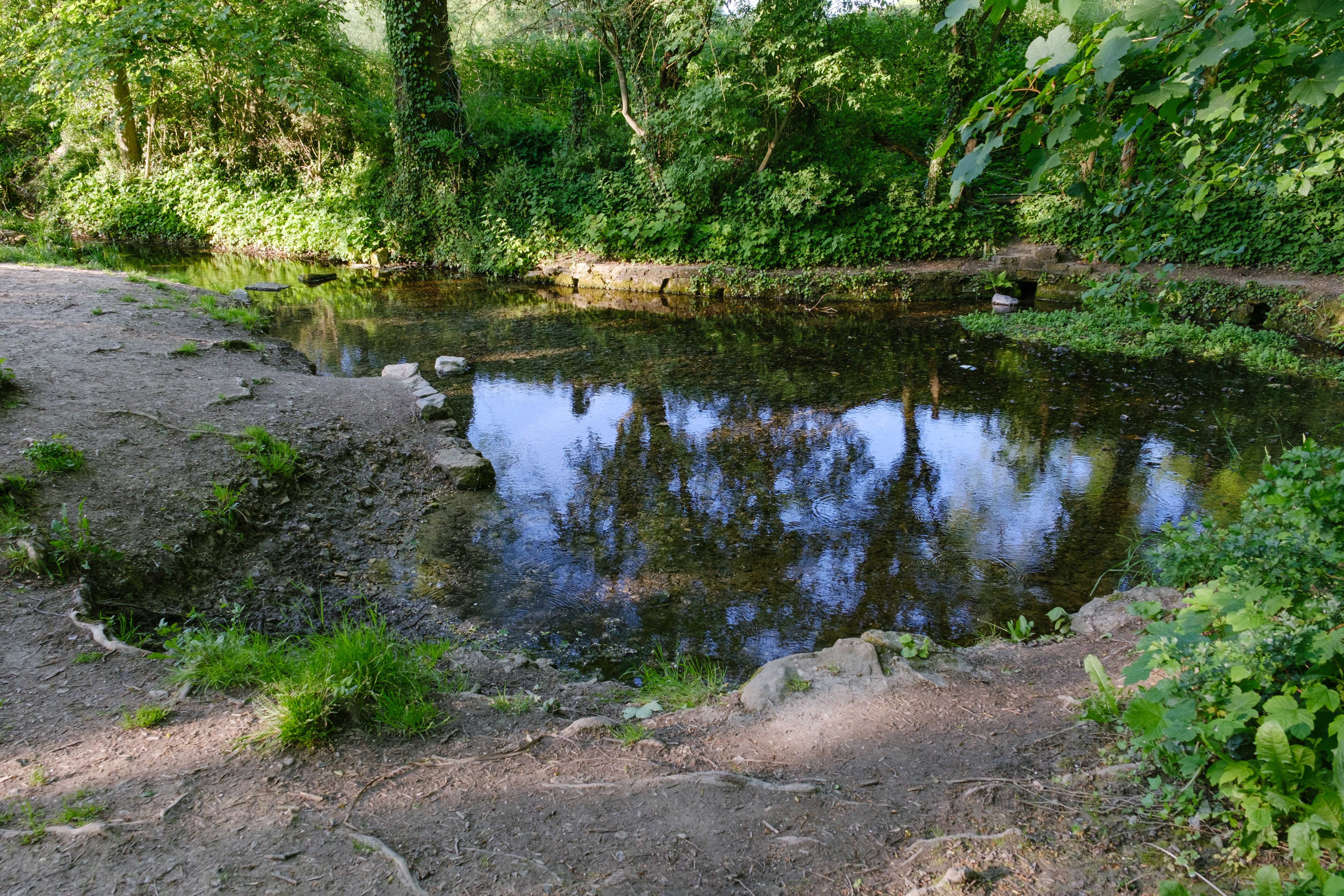
Sieben Quellen
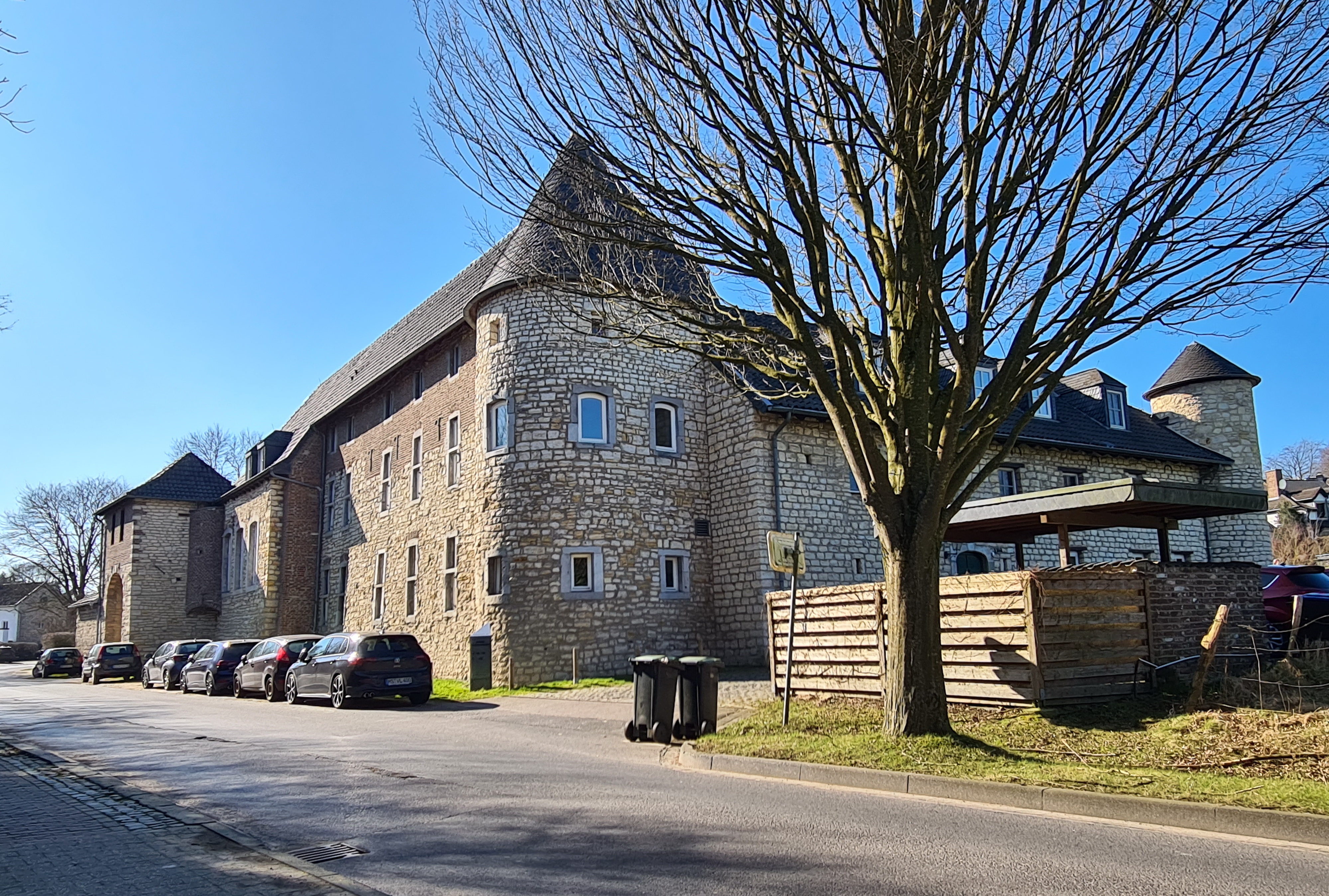
Burg Seffent
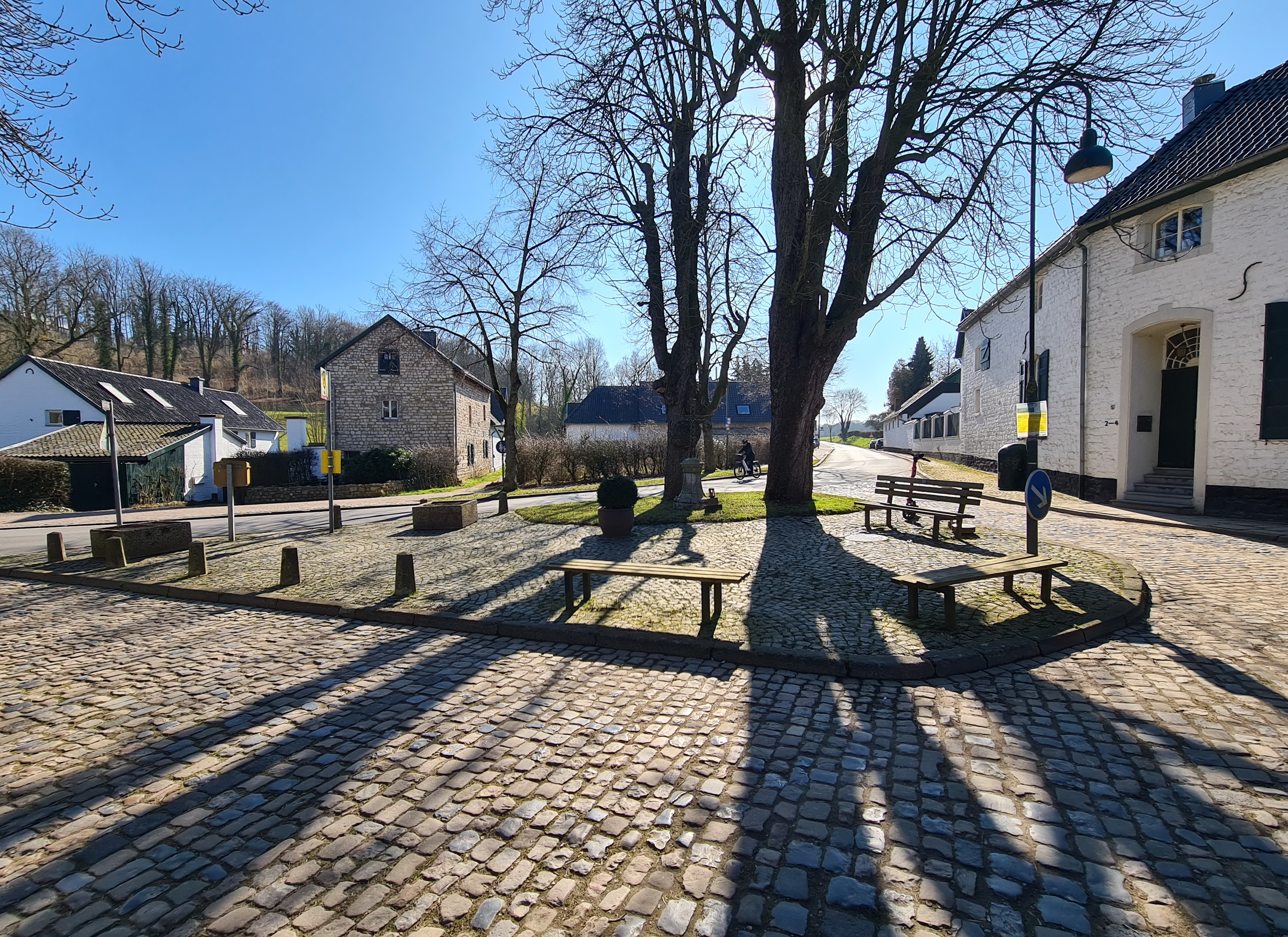
Driesprong
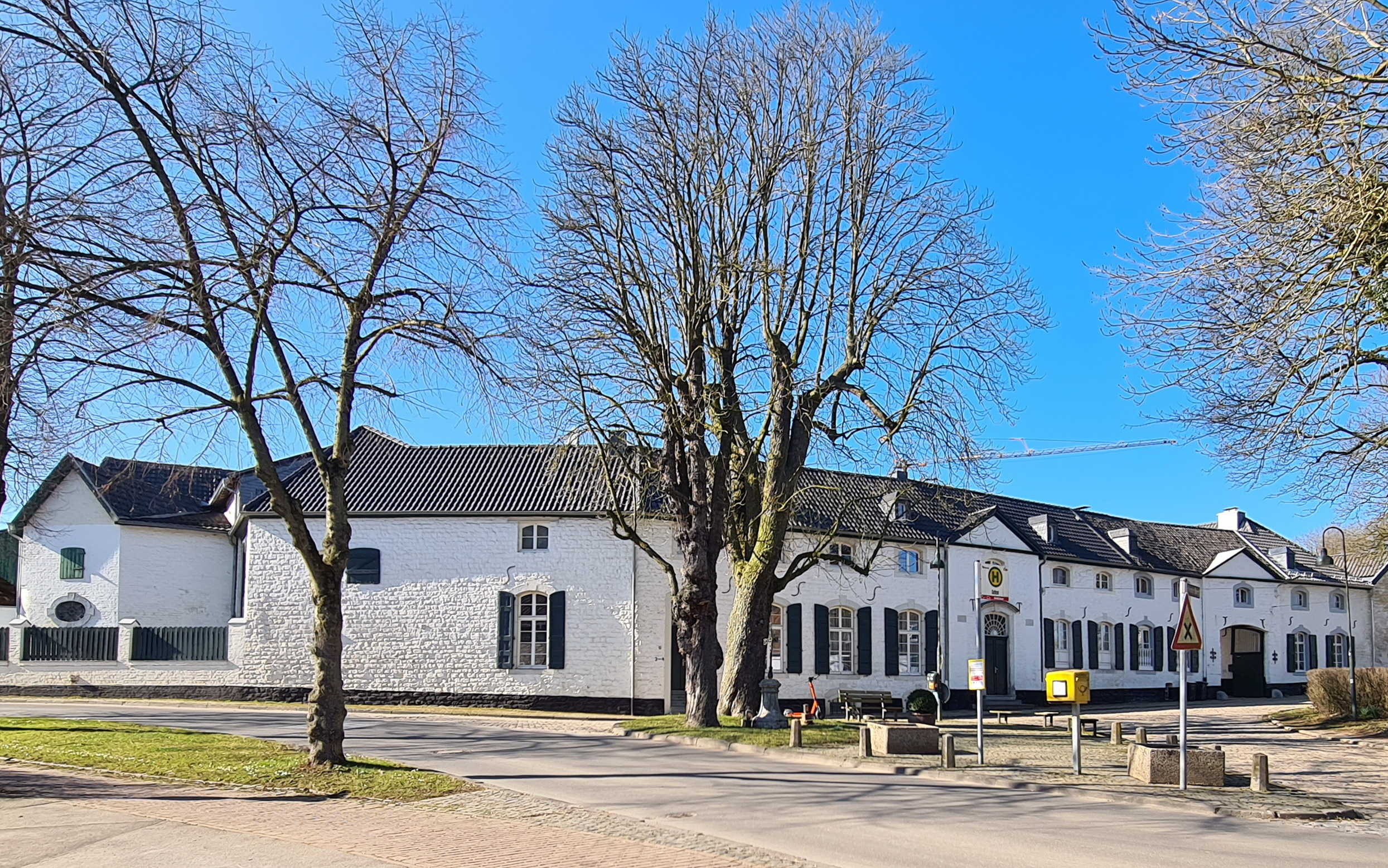
Driesprong, Seffenter Berg 2-4
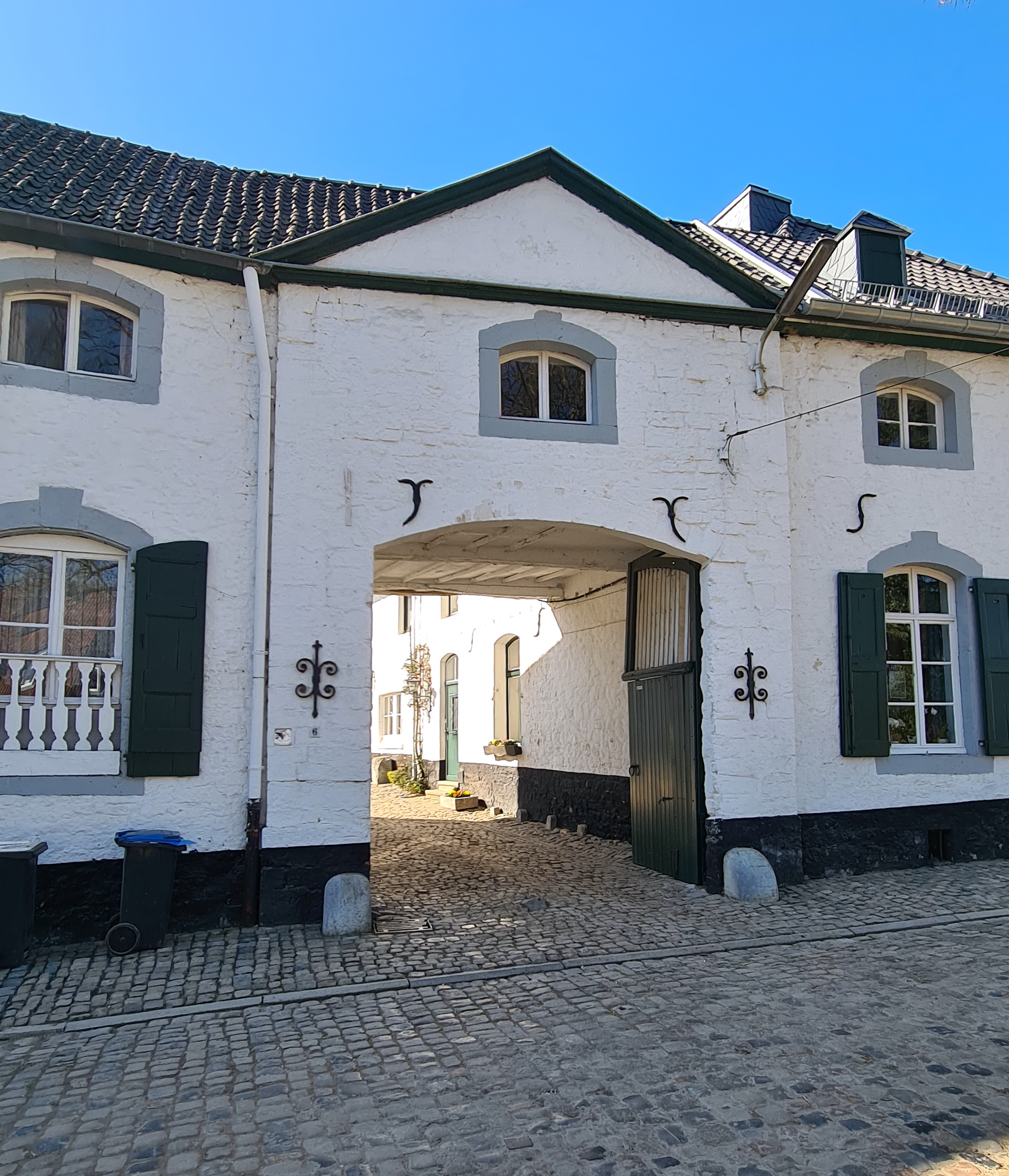
Idem, detail
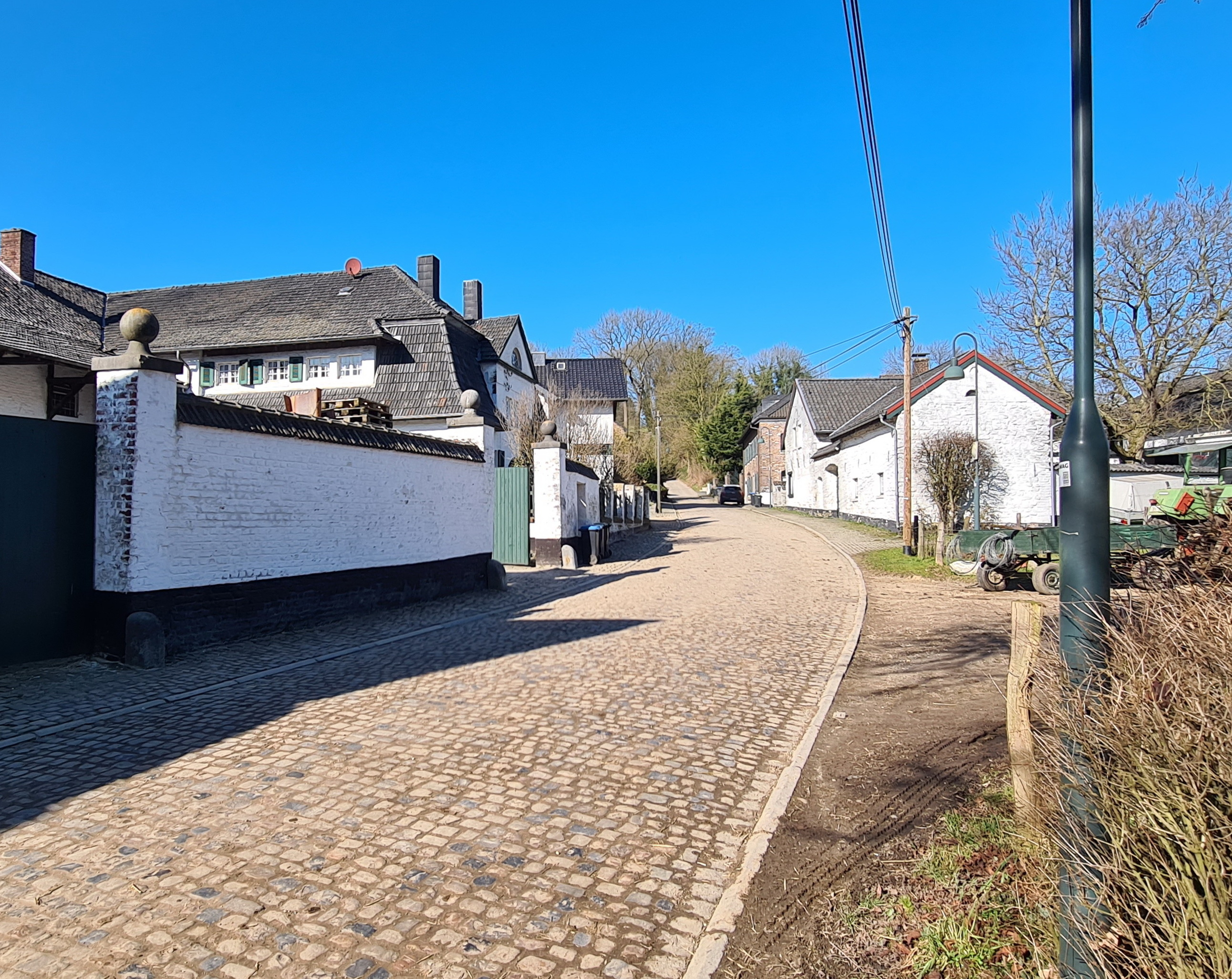
Seffenter Berg, overzicht
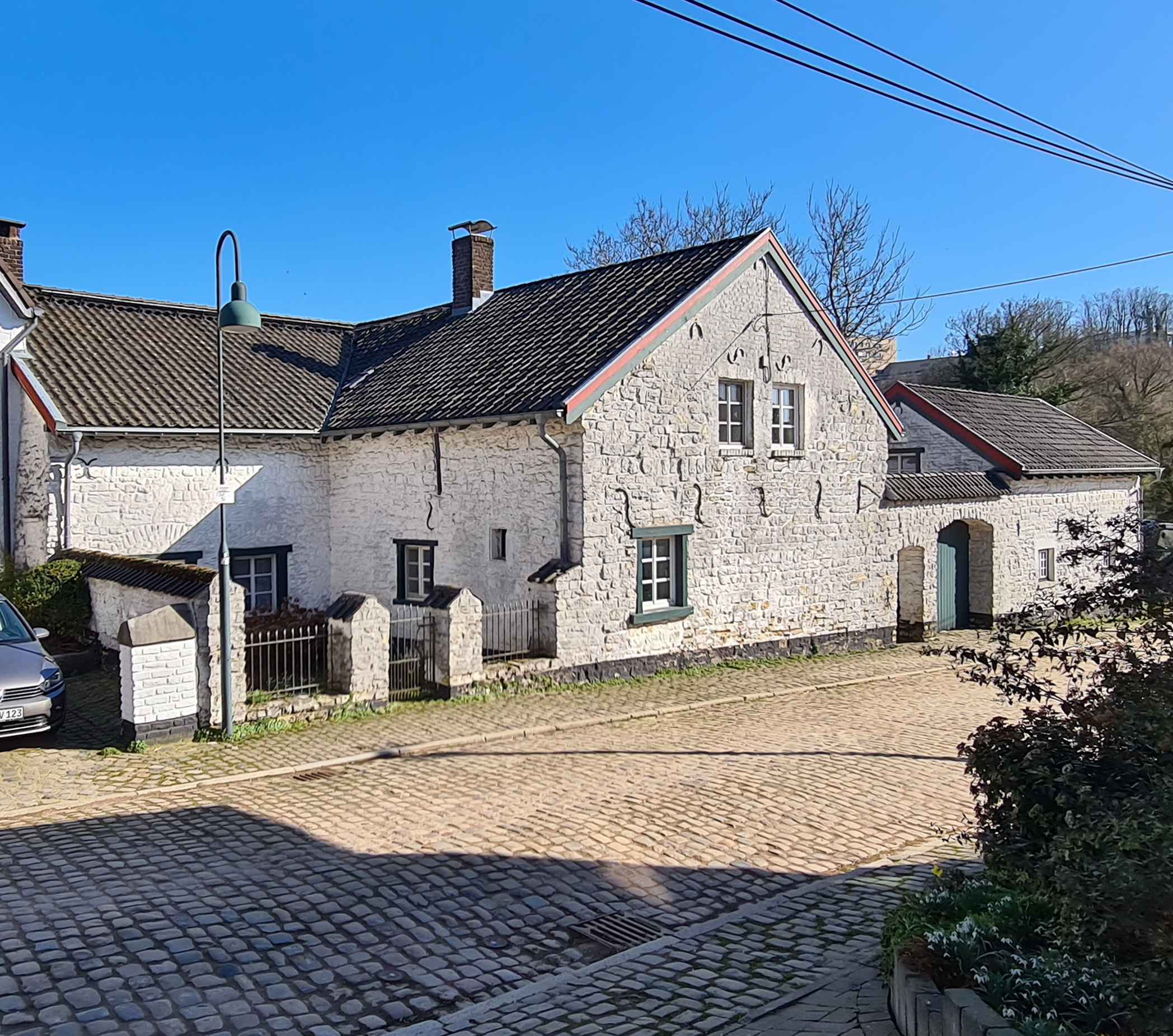
Seffenter Berg 11